# Alfons Mersmann (Geistlicher)
Alfons Mersmann (* 7. März 1905 in Greven; † 12. April 1945 beim KZ Buchenwald) war ein deutscher römisch-katholischer Geistlicher und Märtyrer.

## Leben
Alfons Mersmann, Sohn eines Landwirts, war das älteste von 10 Geschwistern. Er machte 1926 Abitur in Rheine und studierte katholische Theologie am Canisianum Innsbruck, wo er auch Englisch und Polnisch lernte. Am 22. März 1931 wurde er in Innsbruck zum Priester geweiht und ging bis 1934 zur Polenseelsorge nach Chicago.
Franz Hartz, Prälat der Prälatur Schneidemühl, holte ihn nach Buschdorf-Zakrzewo im Landkreis Flatow, wo er ab 1934 unter Pfarrer Bolesław Domański wirkte und ihm 1939 nachfolgte. 1935 wurde er wegen eines Verstoßes gegen das Heimtückegesetz angeklagt. Das Strafverfahren wurde dank einer Eingabe des Regierungspräsidenten von Schneidemühl eingestellt. 1937 folgte eine Anzeige wegen Kanzelmissbrauchs, nachdem Kaplan Mersmann in einer Predigt vor der Hitlerjugend gewarnt hatte. Das Verfahren wurde 1938 wegen Mangels an Beweisen eingestellt.
Am 17. Juli 1942 wurde Mersmann zum dritten Mal wegen eines Verstoßes gegen das Heimtückegesetz angeklagt, diesmal vor dem Sondergericht Schneidemühl. Er wurde zu vier Monaten Gefängnis verurteilt, die Rückkehr in seine Pfarrei wurde ihm untersagt und er ohne Ruhegehalt in den Ruhestand versetzt. Es begann ein Herumirren als stellungsloser Geistlicher, mit Stationen in Greven, Danzig nach Kleve und Treysa, wo er vom Bistum Fulda zum 1. Juli 1944 als Hilfsgeistlicher eingesetzt wurde. Bei der Feier seines 40. Geburtstages schimpfte er auf die Nationalsozialisten. Eine bei der Feier anwesende Frau eilte daraufhin sogleich zur Gestapo und denunzierte ihn. Noch am Abend des 7. März 1945 wurde er verhaftet. Er kam über das Zuchthaus Kassel-Wehlheiden und das Arbeitslager Breitenau am Karfreitag, dem 30. März 1945, in das Quarantänelager des KZ Buchenwald (Block 52). Als das KZ angesichts der auf Weimar vorrückenden US-Truppen evakuiert wurde, wurde Alfons Mersmann am 12. April 1945 auf dem Todesmarsch erschossen.

## Gedenken
Die Römisch-katholische Kirche in Deutschland nahm Alfons Mersmann als Märtyrer aus der Zeit des Nationalsozialismus in das deutsche Martyrologium des 20. Jahrhunderts auf.